# Courry
Courry is een gemeente in het Franse departement Gard (regio Occitanie) en telt 254 inwoners (1999). De plaats maakt deel uit van het arrondissement Alès.

## Geografie
De oppervlakte van Courry bedraagt 8,1 km², de bevolkingsdichtheid is 31,4 inwoners per km².

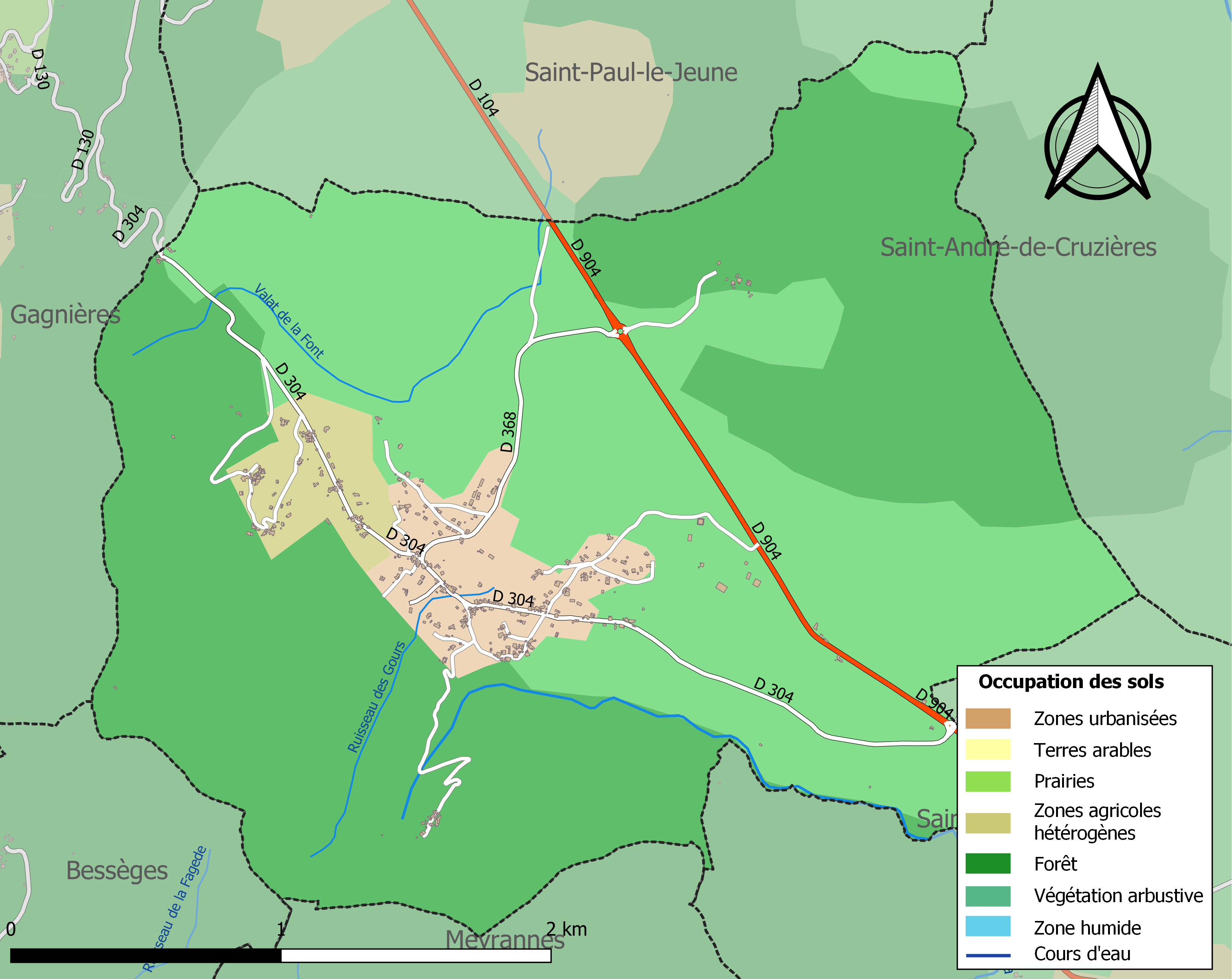
Kaart van de gemeente met de belangrijkste infrastructuur, bodemgebruik en omliggende gemeenten

## Demografie
Onderstaande figuur toont het verloop van het inwonertal (bron: INSEE-tellingen).